# Мацумото Ікуо
Ікуо Мацумото (яп. 松本 育夫, нар. 3 листопада 1941, Уцуномія) — японський футболіст, що грав на позиції нападника. По завершенні ігрової кар'єри — футбольний тренер.
Протягом усієї кар'єри виступав клуб «Тойо Когьо», а також національну збірну Японії.

## Клубна кар'єра
Народився 3 листопада 1941 року в місті Уцуномія. Займався футболом в Середній школі з рідного міста, після чого грав за футбольну команду Університету Васеда.
У дорослому футболі дебютував 1964 року виступами за команду клубу «Тойо Когьо», кольори якої і захищав протягом усієї своєї кар'єри гравця, що тривала вісім років. У складі «Тойо Когьо» був одним з головних бомбардирів команди, маючи середню результативність на рівні 0,35 голу за гру першості.

## Виступи за збірну
1966 року дебютував в офіційних матчах у складі національної збірної Японії. Протягом кар'єри у національній команді, яка тривала 4 роки, провів у формі головної команди країни 11 матчів, забивши 1 гол.
У складі збірної був учасником футбольного турніру Олімпійських ігор 1968 років у Мехіко, на яких став бронзовим призером.

## Кар'єра тренера
Після завершення ігрової кар'єри у 1972—1979 та 1985—1986 працював тренером молодіжної збірної Японії, паралельно у 1976 році тренував «Тойо Когьо».
У сезоні 1999 року працював «Кавасакі Фронтале» і виграв з нею другий дивізіон Джей-ліги, повернувши команду до еліти, після чого покинув клуб.
У 2004—2006 та 2010 році тренував іншу командудругого дивізіону «Саган Тосу». 
Останнім місцем роботи Ікуо стала посада тренера футбольної команди «Тотігі», яку він обіймав у сезоні 2013 року.

## Статистика виступів
| Сезон | Команда                | Чемпіонат | Чемпіонат | Чемпіонат |
| Сезон | Команда                | Ліга      | Ігор      | Голів     |
| ----- | ---------------------- | --------- | --------- | --------- |
| 1965  | «Тойо Когьо»           | ЯФЛ       | 14        | 8         |
| 1966  | «Тойо Когьо»           | ЯФЛ       | 14        | 6         |
| 1967  | «Тойо Когьо»           | ЯФЛ       | 13        | ?         |
| 1968  | «Тойо Когьо»           | ЯФЛ       | 14        | ?         |
| 1969  | «Тойо Когьо»           | ЯФЛ       | ?         | ?         |
| 1970  | «Тойо Когьо»           | ЯФЛ       | 14        | 7         |
| 1971  | «Тойо Когьо»           | ЯФЛ       | ?         | ?         |
|       | Усього за «Тойо Когьо» |           | 88        | 31        |

| Збірна Японії | Збірна Японії | Збірна Японії |
| Роки          | Ігри          | Голи          |
| ------------- | ------------- | ------------- |
| 1966          | 4             | 1             |
| 1967          | 3             | 0             |
| 1968          | 2             | 0             |
| 1969          | 2             | 0             |
| Всього        | 11            | 1             |

## Досягнення

### Командні
- Японська футбольна ліга:
  -  Чемпіон (5): 1965, 1966, 1967, 1968, 1970

- Кубок Імператора
  -  Володар (3): 1965, 1967, 1969

- Суперкубок Японії
  -  Володар (1): 1967

### Збірні
- Бронзовий призер Азійських ігор: 1966
- Бронзовий олімпійський призер: 1968

### Індивідуальні
- Включений до символічної збірної чемпіонату Японії: 1966